# Otton Sas-Hubicki
Otton Sas-Hubicki (ur. 20 lipca 1888, zm. po 31 października 1931) – polski dyplomata w służbie konsularnej Austro-Węgier i II Rzeczypospolitej.

## Życiorys
W 1912 ukończył Akademię Konsularną w Wiedniu i we wrześniu tego roku wstąpił do służby konsularnej Austro-Węgier. Pracę rozpoczął w konsulacie w Tiencinie, w maju 1913 przeniesiony do konsulatu w Szanghaju z tytułem attaché konsularnego. W czerwcu 1914  awansował na wicekonsula, w styczniu 1915 został przeniesiony do konsulatu w Saint Louis (USA), skąd 8 kwietnia 1917 (po przystąpieniu USA do I wojny światowej po stronie Ententy przeciwko Państwom Centralnym) powrócił do Szanghaju.
Po upadku Austro-Węgier (październik 1918) przeszedł do służby konsularnej odrodzonego państwa polskiego i do 31 stycznia 1921 był kierownikiem konsulatu RP w Szanghaju jako konsul II klasy. Od 1 lutego do 24 września 1921 chargé d’affaires RP w Japonii, później do 1 listopada 1923 szef wydziału konsularnego poselstwa w Tokio. Następnie do 1 października 1924 pracował w centrali Ministerstwa Spraw Zagranicznych w Warszawie, potem do 30 kwietnia 1927 był konsulem RP w Jerozolimie (Brytyjski Mandat Palestyny). Po krótkim pobycie w centrali MSZ (1 maja – 30 września 1927) został 1 października 1927 mianowany kierownikiem Konsulatu Generalnego RP w Mediolanie, a 1 lipca 1928 podniesiony do rangi konsula generalnego w tej placówce. 1 września 1930 odwołany do centrali MSZ i mianowany zastępcą naczelnika wydziału w Departamencie Konsularnym MSZ. 1 maja 1931 przeniesiony w stan nieczynny, a 31 października 1931 – w stan spoczynku.
Dalsze losy nieznane.